# Hexatomini
Hexatomini es una tribu de moscas tipúlidas de la familia Limoniidae. Contiene 16 géneros y por lo menos 250 especies descritas.

## Géneros

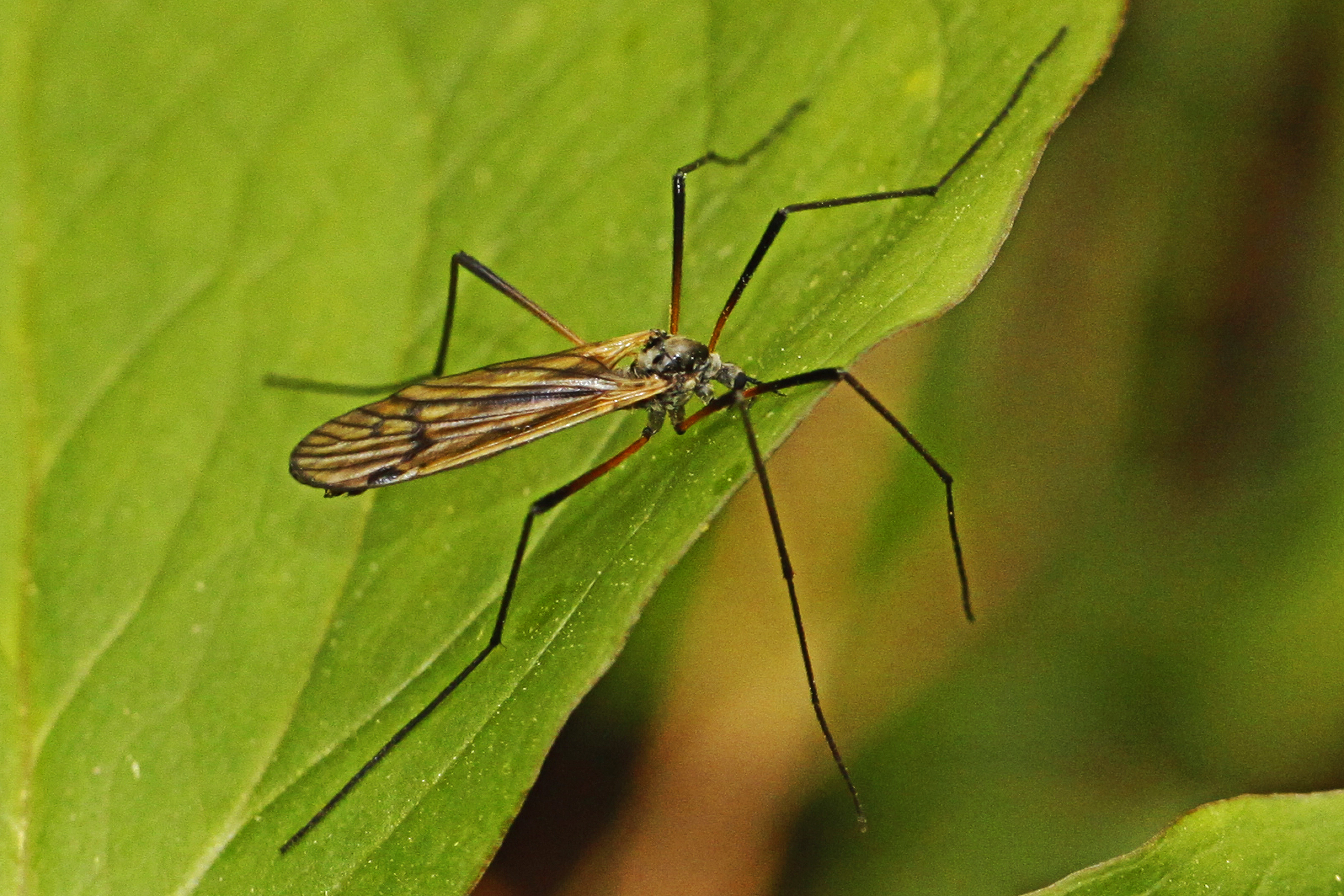
Limnophila rufibasis

- Atarba Osten-sacken, 1869
- Austrolimnophila Alexander, 1920
- Dactylolabis
- Elephantomyia Osten-sacken, 1859
- Epiphragma Osten-sacken, 1859
- Euphylidorea
- Hexatoma Latreille, 1809
- Limnophila Macquart, 1834
- Paradelphomyia Alexander, 1936
- Phyllolabis
- Pilaria Sintenis, 1889
- Polymera
- Prolimnophila
- Pseudolimnophila
- Shannonomyia
- Ulomorpha